# Morgraben
Der Morgraben ist ein gut dreihundert Meter langer orographisch linker Zufluss des Odenbaches im rheinland-pfälzischen Landkreis Kaiserslautern auf dem Gebiet der zur Verbandsgemeinde Otterbach-Otterberg gehörenden Ortsgemeinde Niederkirchen.

## Verlauf
Der Morgraben entspringt im Naturraum Moschelhöhen des Nordpfälzer Berglandes  auf einer Höhe von 255 m ü. NHN in einer Wiese knapp dreihundert Meter nordwestlich des Niederkirchener Wohnplatzes Bügenmühlerhof.
Der in seinem ganzen Lauf von der Quelle bis zur Mündung stark begradigte Graben fließt zunächst etwa 50 m in Richtung Nordosten durch Grünland, knickt dann nach Ostnordosten ab, läuft danach ungefähr 300 m durch Felder und Grünland.
Er wechselt nun nach Ostsüdosten, verschwindet dann etwa 60 m bachabwärts direkt westlich der Landesstraße 382 verrohrt in den Untergrund und mündet schließlich auf einer Höhe von 240 m nur knapp dreißig Meter nordnordöstlich der auf der anderen Seite des Odenbaches liegenden Einmündung des Kohlengrabens unterirdische verdolt von links in den aus dem Südsüdwesten kommenden Odenbach.

## Daten
Der Morgraben hat ein Einzugsgebiet von 0,232 km² und entwässert über den Odenbach, den Glan, die Nahe und den Rhein in die Nordsee. Der Höhenunterschied von seiner Quelle bis zu seiner Mündung beträgt 15 m, was bei einer Lauflänge von 329 m einem mittleren Sohlgefälle von 45,6 ‰ entspricht.